# To Lose My Life...
To Lose My Life... (conosciuto anche con il titolo esteso To Lose My Life or Lose My Love) è l'album d'esordio della band indie rock inglese White Lies pubblicato il 19 gennaio 2009. È stato distribuito anche in alcune edizioni limitate su vinile 12" e 7".
Dall'album sono stati estratti quattro singoli: Unfinished Business, Death (ripubblicato in seguito), To Lose My Life e Farewell to the Fairground; i primi tre sono stati pubblicati prima dell'uscita del disco.

## Tracce
1. Death – 5:01
2. To Lose My Life – 3:11
3. A Place to Hide – 5:01
4. Fifty on Our Foreheads – 4:21
5. Unfinished Business – 4:18
6. E.S.T. – 5:01
7. From the Stars – 4:52
8. Farewell to the Fairground – 4:16
9. Nothing to Give – 4:11
10. The Price of Love – 4:38

## Classifiche
| Classifica       | Posizione massima |
| ---------------- | ----------------- |
| Austria          | 57                |
| Belgio (Fiandre) | 27                |
| Danimarca        | 10                |
| Francia          | 119               |
| Germania         | 50                |
| Irlanda          | 23                |
| Italia           | 37                |
| Norvegia         | 22                |
| Nuova Zelanda    | 40                |
| Paesi Bassi      | 31                |
| Regno Unito      | 1                 |
| Stati Uniti      | 146               |
| Svizzera         | 73                |